# العلاقات المغربية الإريترية
العلاقات المغربية الإريترية هي العلاقات الثنائية التي تجمع بين المغرب وإريتريا.

## مقارنة بين البلدين
هذه مقارنة عامة ومرجعية للدولتين:
| وجه المقارنة                                              | المغرب                                 | إريتريا                                      |
| --------------------------------------------------------- | -------------------------------------- | -------------------------------------------- |
| المساحة (كم2)                                             | 710.85 ألف                             | 117.60 ألف                                   |
| عدد السكان (نسمة)                                         | 36.07 مليون                            | 6.33 مليون                                   |
| الكثافة السكانية (ن./كم²)                                 | 50.74                                  | 53.83                                        |
| العاصمة                                                   | الرباط                                 | أسمرة                                        |
| اللغة الرسمية                                             | اللغة العربية، أمازيغية معيارية مغربية | اللغة التغرينية، اللغة العربية، لغة إنجليزية |
| العملة                                                    | درهم مغربي                             | ناكفا                                        |
| الناتج المحلي الإجمالي (بليون دولار)                      | 109.14 مليار                           | 2.61 مليار                                   |
| الناتج المحلي الإجمالي (تعادل القوة الشرائية) بليون دولار | 274.06 مليار                           |                                              |
| الناتج المحلي الإجمالي الاسمي للفرد دولار أمريكي          | 2.88 ألف                               |                                              |
| الناتج المحلي الإجمالي للفرد دولار أمريكي                 | 7.49 ألف                               |                                              |
| مؤشر التنمية البشرية                                      | 0.628                                  | 0.391                                        |
| رمز المكالمات الدولي                                      | +212                                   | +291                                         |
| رمز الإنترنت                                              | .ma                                    | .er                                          |
| المنطقة الزمنية                                           | ت ع م+01:00                            | ت ع م+03:00                                  |

## منظمات دولية مشتركة
يشترك البلدان في عضوية مجموعة من المنظمات الدولية، منها:
| علم المنظمة | اسم المنظمة                        | تاريخ انضمام المغرب | تاريخ انضمام إريتريا |
| ----------- | ---------------------------------- | ------------------- | -------------------- |
|             | مؤسسة التمويل الدولية              | 30 أغسطس 1962       | 11 أكتوبر 1995       |
|             | منظمة حظر الأسلحة الكيميائية       | ?                   | ?                    |
|             | البنك الإفريقي للتنمية             | ?                   | ?                    |
|             | يونسكو                             | 7 نوفمبر 1956       | 2 سبتمبر 1993        |
|             | الأمم المتحدة                      | 12 نوفمبر 1956      | 28 مايو 1993         |
|             | الاتحاد الدولي للاتصالات           | 1 نوفمبر 1956       | 6 أغسطس 1993         |
|             | منظمة الشرطة الجنائية الدولية      | ?                   | ?                    |
|             | البنك الدولي للإنشاء والتعمير      | 25 أبريل 1958       | 6 يوليو 1994         |
|             | الاتحاد البريدي العالمي            | ?                   | ?                    |
|             | مؤسسة التنمية الدولية              | 29 ديسمبر 1960      | 6 يوليو 1994         |
|             | الاتحاد الأفريقي                   | ?                   | ?                    |
|             | وكالة ضمان الاستثمار متعدد الأطراف | 17 سبتمبر 1992      | 10 سبتمبر 1996       |

## وصلات خارجية
- موقع وزارة الخارجية المغربية